# Adam Beyer
Adam Beyer (Estocolmo) é um DJ da Suécia, profissional desde os meados da década de 1990. Adam Beyer é um dos maiores e influentes produtores DJ do mundo. É também um dos habituais convidados da “Meganite”, clube fundado pelo DJ Mauro Picotto. Criou e remixou músicas, tais como:
- China Girl
- Relapse
- Adam Beyer & Lenk ft Tiga - Heartbreak
- Hardcell & Grindvik - Rattler (Adam Beyer Remix)
- Adam Beyer & Dahlback - As If Dub 1